# Марк Кокцей Фирм
Марк Кокцей Фирм (лат. Marcus Cocceius Firmus) — центурион II Легиона Августа Антонина (Legio II Augusta Antoninina) на восточной границе Римской Британии (Шотландия) во II веке н. э.

## Биография
Предположительно, был родом из Истрии. А его отец или дед, вероятно, получили гражданство от Марка Кокцея Нервы и поэтому назвали своего потомка в честь него.
В форте Auchendavy на Антониновом валу в Шотландии четыре алтаря (сохранились полностью) были установлены по приказу Марка Кокцея Фирма. Пятый Алтарь, сохранившийся частично также предположительно установлен по инициативе Фирма. Они посвящены двенадцати божествам: Юпитеру, Виктории Виктрикс (Victoria Victrix), Диане, Аполлону, Гению, Марсу, Минерве, Кампестрэс (Campestres), Геркулесу, Эпоне, Виктории, Сильване.
Тот факт, что Марк поклонялся Виктории Виктрикс, говорит о том, что до того как занять должность центуриона он состоял в equites singulares (личная кавалерия императора), для которого было характерно почитание этого культа. Таким образом, он мог быть назначен центурионом Legio II Augusta Antoninina в качестве поощрения. Это произошло не ранее 138 н. э. (не ранее того, как Квинт Лолий Урбик стал управляющим Римской Британии), и не позднее первых лет правления Коммода.
После продолжительного пребывания на посту центуриона, предположительно, ушел в отставку и вернулся в свою виллу в Нижней Мёзии.

## Упоминание в юридических документах
Женщина, осуждённая за преступления к каторжным работам по добыче соли, была впоследствии захвачена бандитами чужеземной расы; в ходе законной торговли она была продана, и обратной покупкой возвращена к её первоначальным условиям. Покупная цена
должна была быть возмещена от Имперского Казначейства центуриону Кокцеею Фирму — 